# TCDD DE22000
TCDD DE22000 — серія тепловозів, використовуваних державною компанією Турецька залізниця на основі платформи DE22000. Всього було побудовано 86 екземплярів, які були виготовлені в 1985-1989 роках компанією TÜLOMSAŞ по ліцензії американських компаній Electro-Motive Diesel та General Motors. В основному тепловози цієї серії використовувалися для вантажних перевезень, але також часто використовуються для пасажирських перевезень. Головна особливість локомотивів цієї серії полягала в тому, що вони були першими турецькими локомотивами, які мали можливість одночасної роботи декількох одиниць. Це дозволило з'єднати два або більше тепловози для їх спільної роботи для руху поїзда. У локомотивах використовується 16-циліндровий двигун GM, з прямим уприскуванням 16 645E, генератор змінного струму AR10/D18, а також тяговий двигун D77-DC. Локомотиви мають потужність 2000 к.с і в змозі розвивати швидкість до 120 км/год. Вага локомотива становить 118 тонн при довжині 18 942 мм.